# 中国大陆疫苗乱象
中国大陆疫苗乱象主要指的是中华人民共和国成立后，在中国大陆地区发生的疫苗管理混乱之现象。
大规模爆发与新闻媒体揭露可追溯到2007年山西疫苗事件，在山西省发生多起儿童注射疫苗后致伤致死；随后数年间接连发生大规模影响之事件。
由于历次发生大规模事件，使得监管部门公信力下降，而民众不满情绪加剧。在2018年7月，随上市企业长生生物的百白破疫苗事件，而在中国大陆爆发负面舆情。中国国务院总理李克强、中共中央总书记习近平更先后分别作出批示和指示要求彻查问题疫苗事件。
2019年3月，《疫苗管理法》草案正式提交全國人大審議，一旦立法完成，對於疫苗的研製、生產、流通，預防接診等全過程，將落實針對性最嚴格的監管，更將支援產業結構的重組。6月29日，《疫苗管理法》经第十三届全国人民代表大会常务委员会第十一次会议表决通过，自12月1日起施行。

## 背景

### 免疫预防
疫苗是用细菌、病毒、肿瘤细胞等制成的可使机体产生特异性免疫的生物制剂，通过疫苗接种使接受方获得免疫力。疫苗接种以预防目的为主，也有以免疫治疗为目的的治疗，例如针对狂犬病。
接种疫苗是国际上通行的医疗卫生做法，世界卫生组织也指出，免疫接种相比其他预防性卫生干预措施更具成本效益；同时，由于免疫接种是由人体自身的免疫系统起效，所以可以限制微生物的抗生素耐药性蔓延。2017年5月，全球有194个国家加入世卫组织的《全球疫苗行动计划》。
疫苗作为一种生物制剂，生产要求有较高的医学标准，而运输与储存也要满足冷链标准，否则会造成疫苗失效。

### 中国大陆防疫工作
中华人民共和国成立初，微生物学家汤飞凡带领下的中央人民政府卫生部生物制品研究所（由中華民國中央防疫处改编而来），协助进行了国产化疫苗的研制生产；汤飞凡等专家建议，由卫生部在全国范围内普遍种痘，之后由周恩来签发《关于发动秋季种痘运动的指示》；中国大陆地区在1961年通过接种牛痘疫苗消灭了天花。但在建国后到改革开放前的这一时期，没有明确的法规组织免疫接种。
在政治波动中，预防免疫事业几乎停滞。中国大陆自1978年开始，实施「国家免疫规划」，具体是指按照国家或者省、自治区、直辖市确定的疫苗品种、免疫程序或者接种方案，在人群中有计划地进行预防接种，以预防和控制特定传染病的发生和流行。
在改革开放之后，中国大陆也受到了国际上的广泛援助，如从1979年开始，日本对华政府开发援助，即包括了针对传染病防治的项目；而80～90年代，默克药厂也向中国转让疫苗技术，在1989年达成与中国政府的技术转让许可，出让了当时最先进的基因工程乙肝疫苗生产技术。加快了更多疫苗的国产化进程。

### 中国大陆免疫接种相关法规
法规方面，关于群体性免疫的成文法颁布较晚，主要有：
- 1989年9月1日，施行《中华人民共和国传染病防治法》；2004年进行新修，对儿童实行预防接种证制度，出生后1个月内办理预防接种证，进行记录。托幼机构、学校需要依规定查验该证。
- 2005年由国务院通过了《疫苗流通和预防接种管理条例》[14]，规定了两类疫苗类型[註 1]；
- 2008年4月1日，中华人民共和国卫生部发布了《关于实施扩大国家免疫规划的通知》[15][16]，追加了疫苗种类。

中国大陆法规划分了两类疫苗：
- 第一类疫苗：政府免费向公民提供，公民应当依照政府的规定受种的疫苗
- 第二类疫苗：由公民自费并且自愿受种的其他疫苗

中华人民共和国儿童计划免疫时间表，均属第一类疫苗，据省份的不同可能略有差异。：
| 年龄            | 疫苗种类 |
| --------------- | --- |
| 出生24小时内    | 乙型肝炎疫苗（第1针）                                                                                                 |
| 出生24-48小时内 | 卡介苗（初种） |
| 1个月           | 乙型肝炎疫苗（第2针）                                                                                                 |
| 2个月           | 脊髓灰质炎三型混合疫苗（初服1）                                                                                       |
| 3个月           | 脊髓灰质炎三型混合疫苗（初服2）、百白破三联疫苗（第1针）                                                              |
| 4个月           | 脊髓灰质炎三型混合疫苗（初服3）、百白破三联疫苗（第2针）                                                              |
| 5个月           | 百白破三联疫苗（第3针）                                                                                               |
| 6个月           | 乙型肝炎疫苗（第3针）、A群流行性脑膜炎荚膜多糖疫苗（第1针）#                                                          |
| 8个月           | 麻疹疫苗（第1针）、流行性乙型脑炎减毒活疫苗（初免1针）#                                                               |
| 1周岁           | A群流行性脑膜炎荚膜多糖疫苗（第2针）#                                                                                 |
| 1周岁半         | 百白破三联疫苗（加强1）、脊髓灰质炎三型混合疫苗（加服1）*、麻腮风三联疫苗（初免1针）#、甲型肝炎减毒活疫苗（初免1针）# |
| 2周岁           | 流行性乙型脑炎减毒活疫苗（加强）                                                                                      |
| 3周岁           | A+C群流行性脑膜炎荚膜多糖疫苗（第1针）#                                                                               |
| 4周岁           | 脊髓灰质炎三型混合疫苗（加服2）、麻疹疫苗（加强1）*                                                                   |
| 6周岁           | A+C群流行性脑膜炎荚膜多糖疫苗（第2针）#                                                                               |
| 7周岁           | 卡介苗（复种）、白破二联疫苗（加强2）、麻疹疫苗（加强2）                                                              |
| 12周岁          | 卡介苗（复种）o |

疫苗名义上作为一种特殊药品，应该有严格监管，但是在中国大陆的法规中却存在监管漏洞。例如2001年修订的《药品法》，虽然将疫苗定性为药品，但整部法律除了松散的第一百零四条规定外，没有其他条款提及疫苗。

## 存在问题

### 经济利益
虽然名义上，第一类疫苗由政府免费向公民提供，但在中国大陆的基层单位，卫生服务人员的报酬一般都脱离了财政供养，所以用其他收费的二类疫苗取代一类疫苗的情况突出。
中国大陆作家郑渊洁曾在1998年写作文章《我从1995年起就不信任疫苗》，其中即提及了1995年时，其子所在的北京市某学校的违规疫苗组织活动。北京为中华人民共和国的首都，其子所在的也是义务教育阶段的小学，非法活动之猖獗可见一斑。根据互联网档案馆存储的網頁存檔显示，该文在新浪博客的版本，在2016年3月至4月间，标题修改为《我从1995年起就不信任学校收费让学生打的疫苗》。对照文中说法「在我们国家，给孩子打预防针都是免费的」（指的是一类疫苗，而文章抨击的是以二类疫苗为幌子的不法活动），修改后的标题更为严谨。

### 药物短缺
药物短缺有多方面因素造成：
- 由于限定、干预或其他原因，使得药品低价，造成经济活动中，生产积极性不高引起的短缺；
- 计划性生产和流行病的突发情况，造成时效性短缺；
- 不合理的储存与运输引起的制品损坏，造成的短缺；
- 由于中国大陆政策原因造成的法规性断供。

例如，肺炎球菌结合疫苗是用于保护由肺炎鏈球菌引起的肺炎的免疫疫苗，现有3种制剂：
- 沛儿 Prevenar (PCV7)[28]（来自辉瑞制药，原为惠氏，2009年随收购转移）
- Synflorix (PCV10) （来自葛兰素史克）
- 沛儿 13 Prevenar 13 (PCV13) [29]

其中7价的沛儿于2008年在中国大陆获批上市，虽然属于二类自费疫苗，但在同类产品中的婴幼儿适用性，使得其广受欢迎，2014年该疫苗的全国批签数量为120万支；虽然沛儿在FDA于2000年即获得批准，且运行情况良好，但于中国大陆的许可证在2015年过期，且出于不明原因，续期申请未获批准，使得该疫苗政策性断供。
这一短缺造成了免疫接种进行一半的儿童无法接种后续剂次，而新生儿在中国大陆无合法渠道接种。一个选择是去香港进行接种 —— 由于香港的疫苗审批独立于中华人民共和国食药监，而执行香港衞生署自己的标准，且沛儿自2009年开始纳入了香港儿童免疫接种计划内。但路途奔波与额外费用并非人人负担得起，也造成了后来的美华门诊案。这一情况直到2017年，辉瑞的沛儿13获批上市才有所缓解。
2018年10月，中国新闻周刊指出，中国大陆的新药研发落后，特别是其中临床试验的审批缓慢。虽然2007年发布《药品注册管理办法》规定了新药临床试验审批的时间不得超过90天，但在实际操作中，往往存在积压：“2014年，中国大陆1.1类新药、3.1类新药及6类新药申报，平均审评时间为14个月、28个月和28个月”。作为特殊药品的疫苗也受到这种缓慢的审批波及。

### 滥用
疫苗的滥用有两方面原因：
- 经济动因的群体性免疫接种组织
- 出于无知与恐慌的滥用，例如狂犬病

狂犬病是一种人畜共患病的，基于病毒的传染性疾病，可由家养与野生动物传播给人类。而该病症可以通过疫苗以免疫治疗的方式防治。
根据世界卫生组织统计数据，1987-1989年期间，每年报告的死亡人数达5,200多例；1995年仅有200例，但到了2007年达到峰值，报告了3,300例死亡。长期来看，中国大陆报告的狂犬病病例数量居世界第二。而根据卫生部2009年资料，中国每年接种1200-1500万剂次的狂犬病疫苗，中国因此成为全世界接种狂犬病疫苗最多的国家。
虽然疫苗使用量超过全球总用量的80％，但中国却是仅次于印度的第二大狂犬病国家。WHO专家认为，大规模的犬类接种是控制狂犬病的最有效措施，但中国大陆大多数针剂施打在人体；与错误防治策略伴随的，便是相关疫苗的滥用。

### 不良疫苗
不良疫苗指的是在医学范畴内存在缺陷的疫苗制品，可能有几方面因素：
- 由于效价不足导致的免疫效果不良
- 由于不良反应过大而造成危害
- 由于储存保管等原因造成的疫苗失效

虽然在2007年的山西疫苗事件之后（2010年才报道），卫生部与国家食品药品监管局才制定《全国疑似预防接种异常反应监测方案》，但长期以来仍然有药监部门介入不力的看法，有可能涉嫌腐败。

## 历年事件
| 年份   | 事件名称                             | 事件类型                              | 影响                              | 后续情况                         |
| ------ | ------------------------------------ | ------------------------------------- | --------------------------------- | -------------------------------- |
| 2004年 | 江苏宿迁假疫苗案                     | 无经销资质、冷链失效                  | 质量无法保证                      | 行政处罚                         |
| 2005年 | 安徽甲肝疫苗异常                     | 异常反应                              | 一人死亡、20人重伤、121人异常反应 | 卫生部长高強定性癔症，未立案     |
| 2007年 | 山西疫苗事件                         | 多方面/不明                           | 大批中毒及致死案例                | 报道管制，未立案                 |
| 2009年 | 大连狂犬疫苗案                       | 违规添加，效价降低                    | 无效                              | 召回，立案                       |
| 2009年 | 广西来宾假狂犬疫苗事件               | 无效疫苗                              | 无效导致5岁男童死亡               | 立案                             |
| 2010年 | 江苏延申疫苗造假案                   | 造假、无效疫苗                        | 无效                              | 立案                             |
| 2012年 | 山东潍坊非法疫苗案                   | 无经销资质、冷链失效                  | 质量无法保证                      | 立案                             |
| 2013年 | 乙肝疫苗系列死亡事件                 | 异常反应                              | 数起婴儿死亡事件                  | 被医疗主管判定死亡为偶合，未立案 |
| 2016年 | 山东疫苗案                           | 冷链失效、违规经销                    | 无数据                            | 立案                             |
| 2018年 | 长生生物、武汉生物系列事件           | 狂犬病疫苗生产记录篡改 百白破疫苗无效 | 不明                              | 立案                             |
| 2019年 | 江苏金湖过期疫苗事件                 | 过期疫苗                              | 不良反应                          | 立案                             |
| 2019年 | 石家庄疫苗错种事件                   | 疫苗错种                              | 未知                              | 进行中                           |
| 2021年 | 2021不法分子用矿泉水造假新冠疫苗事件 | 疫苗造假                              | 假疫苗流入市场；败坏国家形象      | 立案                             |

### 山西疫苗事件
山西疫苗事件，是指发生于中国山西的多起儿童注射疫苗后致伤致死的事件。事发2007年，但事件被当地政府与媒体长期隐瞒，直到2010年，由《中国经济时报》的记者王克勤，经过半年实地调查后，于该年3月17日发表《山西疫苗乱象调查》得以揭露。
时值中国大陆两会刚刚结束，报道引起重大反响，卫生部等虽然表示关切，且派出工作组，但最后不了了之。
披露后两个月，《中国经济时报》社长、总编辑包月阳被调离；次年7月，《中国经济时报》调查部解散，王克勤被解职，并于9月加入《经济观察报》，随后的2012年10月该调查新闻部也遭到解散。
中国大陆的新闻工作者遭此待遇，事实上形成了寒蝉效应；也成为了后来若干年中国大陆调查记者群体的迅速衰落的契机。

### 大连金港问题疫苗案
2008年，辽宁省大连市的大连金港安迪生物制品有限公司，在11批冻干人用狂犬病疫苗中，添加成分外核酸物质。但问题疫苗在2009年才检出，影响不明。

### 2013年乙肝疫苗死亡事件
2013年11月至12月，中国大陆南方地区出现多起婴儿注射乙肝疫苗后，引起致伤致死的事件。主要涉及厂商为深圳康泰生物，其生产之疫苗制品之前已屡次出现严重不良反应。
但最终均被当地医疗主管部门认定为“偶合症”。

### 2016年中国疫苗案
2016年中国疫苗事件又称山东疫苗案，涉及中华人民共和国的十八个省市，涉案金额达5.7亿元。虽然疫苗本体生产合规，但是由于运输与储存不达到冷链标准，而引起疫苗变质。涉案人员明知疫苗情况，仍然进行变造销售。
后因涉及地方众多、社会危害性极大，成为公安部督办案件，同时也引起了世界卫生组织关切。

### 疫苗政策性断供与非法进口
辉瑞制药的沛儿 Prevenar (PCV7)属于肺炎球菌结合疫苗，在2000年通过FDA审批通过，且在2009年成为香港儿童免疫接种计划的疫苗之一。其在2008年在中国大陆获批上市，但于中国大陆的许可证在2015年过期，续期申请出于不明原因未获批准，使得该疫苗政策性断供。
造成了大量免疫接种进行中的儿童无法接种后续剂次，而新生儿在中国大陆无合法渠道接种。为应对政策性断供，上海美华门诊从新加坡进口了共1.3万余支疫苗，并且进行付费施打。
上海美华被起诉，一审定案“销售假药罪”，但同一批进口疫苗，北京美华只给予了罚款的行政处罚。其二审在6月27日开庭，由于时值中国大陆关于陆勇案的改编电影《我不是药神》热映，也引起媒体联想。

### 长生生物系列问题
长春长生生物科技有限责任公司，为上市企业长生生物的全资子公司，其于2018年7月15日的药监局通告提及，飞行检查中狂犬病疫苗生产记录造假；18日收到《吉林省食品药品监督管理局行政处罚决定书》，关于其2017年批次百白破疫苗效价不足的调查。而同在2017年查出白百破疫苗问题的，还有生产量更大的武汉生物制品研究所（百白破效价不足疫苗，长生生物涉事252600支、武汉生物涉事计400520支）；根据披露，涉事企业之前曾发生行贿与疫苗不良反应的诉讼。一时之间引起信任恐慌，中国大陆历次疫苗事件累积的信任危机爆发。
2018年7月21日，出现一篇《疫苗之王》文章，原刊于微信公众平台，转载的标题为《疫苗之王们的造假之路 穷病真的没法治？》，文章直指长生生物背后持有人的发家史，涉及侵吞国有资产和相关部门腐败，引起猜想。之后该文章原地址无法访问，但各地转载版本持续火热；同时，删稿也引起了外媒注意。BBC将其与「丁香医生」等称作“新闻游侠”。
此系列事件引起了震动，作为药品管理部门的国家药监局，表示要对所有疫苗企业进行飞行检查，而国家领导也表现了处理意见。长生生物在稍后被强制退出中国股市，成为中国大陆第一家被强制退出资本市场的上市公司。

### 江苏金湖过期疫苗事件
2019年初，江苏省淮安市下属金湖县出现接种脊髓灰质炎疫苗儿童群体出现不良反应，牵出批量过期疫苗混用情况。该事件官方宣称涉及145名儿童，但随后有媒体根据家长核查疫苗本，过期疫苗事件存在已久，且品类多项，推算影响面可能多达两万接种婴幼儿；且存在疫苗批号被修改的情况。
初步调查导致该县疾病控制中心领导及相关科室人员免职，但有涉及人员透露其提出过整改但未被采纳。金湖县医院集团负责涉事接种儿童的体检、就诊费用。
事件酝酿升温，出现人员冲突。
根据江苏省疾病预防控制中心论文，该省于2006年开始使用电子免疫注册系统（EIR, Electronic Immunization Registries System），至2016年，共有一千八百万儿童的疫苗接种记录存储在EIR中央服务器中。该事件后续调查中，未公布相应的EIR登记情况。

### 石家庄疫苗错种事件
2019年1月30日，石家庄家长冯女士发帖称该市桥西区汇通社区卫生院疑似发生“疫苗掉包”事件，卫生院护士用价值100多元的流感嗜血杆菌疫苗代替600多元的百日咳、白喉、破伤风、脊髓灰质炎、HIB型流感嗜血杆菌疫苗5合1疫苗。当事家长表示，卫生院电脑纪录的疫苗入库与接种记录显示购进了26支五联疫苗，但接种记录本上显示有44名儿童接种了5合1疫苗。不过，桥西区疾病预防控制中心声称疫苗从正规渠道购进，不会对儿童身体构成伤害。
2月3日，桥西区人民政府通报事件，初步调查发现中心疫苗预防接种工作不规范，管理混乱。据涉案接种人员供述，为牟取私利，对29名儿童使用B型流感嗜血杆菌疫苗替代五联疫苗接种。同时，多位事故责任人遭到处分和立案审查，涉事儿童会得到补种。

### 不法分子造假新冠疫苗事件
2020年8月，孔某、乔某想要制造假新冠疫苗以销售牟利。两人通过互联网查找真品疫苗的包装样式，并购买了设备，找来亲属朋友共3人帮忙假造，殷某为他们设计了包装盒和标签。该团伙以生理盐水及矿泉水制造假疫苗。制造完成后，孔某将假疫苗卖给王某，并于11月19日将剩余包装、半成品销毁。2020年11月27日，公安机关发现犯罪线索，决定立案侦查，当天将孔某、乔某抓获，随后相继抓获殷某等人。初步查明，孔某、乔某等人制造并销售假新冠疫苗约5.8万支，获利约1800万元。2020年12月22日，公安机关以孔某、乔某等人涉嫌生产、销售假药罪，提请检察机关批准逮捕。

### 强迫或半强迫接种新型冠状病毒疫苗相关事件
新型冠状病毒疫情发生后，虽然明面上表示尊重民众自愿接种疫苗，中华人民共和国政府依然因为某些原因强迫或半强迫民众接种大陆产新冠疫苗，甚至出现了不适宜人员在未做身体检查的情况下被半强迫接种大陆产新冠疫苗而死亡的事件。公民如果不接种疫苗将无法乘坐地铁以及任何交通工具，学生不出示疫苗接种记录则无法去上学。

## 反响
- 出于安全性理由，一些中国大陆父母声称不给自己的孩子注射疫苗，甚至包括法律规定的一类疫苗。（这种行为在国际上也有发生，通常是基于宗教、安全和个人自由等理由。新的一代没有接种疫苗的孩童，就成为了易感人群，如2015年在北美出现的迪士尼主题乐园麻疹感染群体事件（英语：Incidents_at_Disneyland_Resort#Guest_altercations）[82][83][84]，诺贝尔经济学奖得主丹尼尔·卡内曼亦发文，从经济学角度分析这样的行为，并称做出这样（拒绝接受疫苗）决策的父母愚蠢[85]）。
- 与抗拒施用疫苗不同，部分家长选择带孩子去医疗安全水平较高的地区，如赴香港等地施打疫苗[86][87][88]。其中也带有如政策性断供的考量。
- 摄影师，南方都市报记者郭现中历时3年拍摄的组照《疫苗之殇》，反映问题疫苗造成不良反应，引起儿童伤残问题。组照发表于2013年6月23日的南方都市报。后来在2016年，财新网以相同标题组织文章，伴随山东疫苗案迅速传播，之后被删除[89]。原组照2018年伴随长生生物事件重新翻出流传。
- 技术社区V2EX出现帖子，利用程序寻找问题批次疫苗制品的流向[90]；该项目同期登陆代码托管平台github[91]。

## 脚注
1. ↑  
  - 第一类疫苗：是指政府免费向公民提供，公民应当依照政府的规定受种的疫苗
  - 第二类疫苗：是指由公民自费并且自愿受种的其他疫苗
2. ↑  
  - #：2008年5月1日起卫生部扩大国家免疫规划后新增的项目。
  - *：未纳入国家儿童计划免疫内容但城市儿童普遍接种的项目。
  - o：偏远乡村补种的项目。
3. ↑  部分地区使用流行性乙型脑炎灭活疫苗，流行性乙型脑炎灭活疫苗接种4剂次，儿童1周岁半时接种2剂次（第1、2剂次间隔7－10天），2周岁与6周岁时各接种1剂次。
4. ↑  部分试点地区使用甲型肝炎灭活疫苗，甲型肝炎灭活疫苗接种2剂次，儿童1周岁半和2周岁时各接种1剂次。